# Brendelit
Brendelit ist ein sehr selten vorkommendes Mineral aus der Mineralklasse der „Phosphate, Arsenate und Vanadate“. Es kristallisiert im monoklinen Kristallsystem mit der chemischen Formel (Bi,Pb)2Fe3+,2+O2(OH)(PO4), ist also chemisch gesehen ein wasserhaltiges Bismut-Blei-Eisen-Phosphat mit zusätzlichen Sauerstoff- und Hydroxidionen. Die in den runden Klammern angegebenen Bestandteile Bismut und Blei können sich in der Formel jeweils gegenseitig vertreten (Substitution, Diadochie), stehen jedoch immer im selben Mengenverhältnis zu den anderen Bestandteilen des Minerals.
Brendelit bildet bis 0,3 mm große, idiomorphe, nach {201} tafelige Kristalle, die zu bis 3 mm großen Aggregaten zusammentreten. Sie sind je nach Größe dunkelbraun und durchscheinend bzw. schwarz und opak. Brendelit ist ein typisches Sekundärmineral, welches sich durch Verwitterung primärer Erzminerale bildete und auf den Halden zweier Bismut-Cobalt-Nickel-Silber-Lagerstätten gefunden worden ist.

## Etymologie und Geschichte

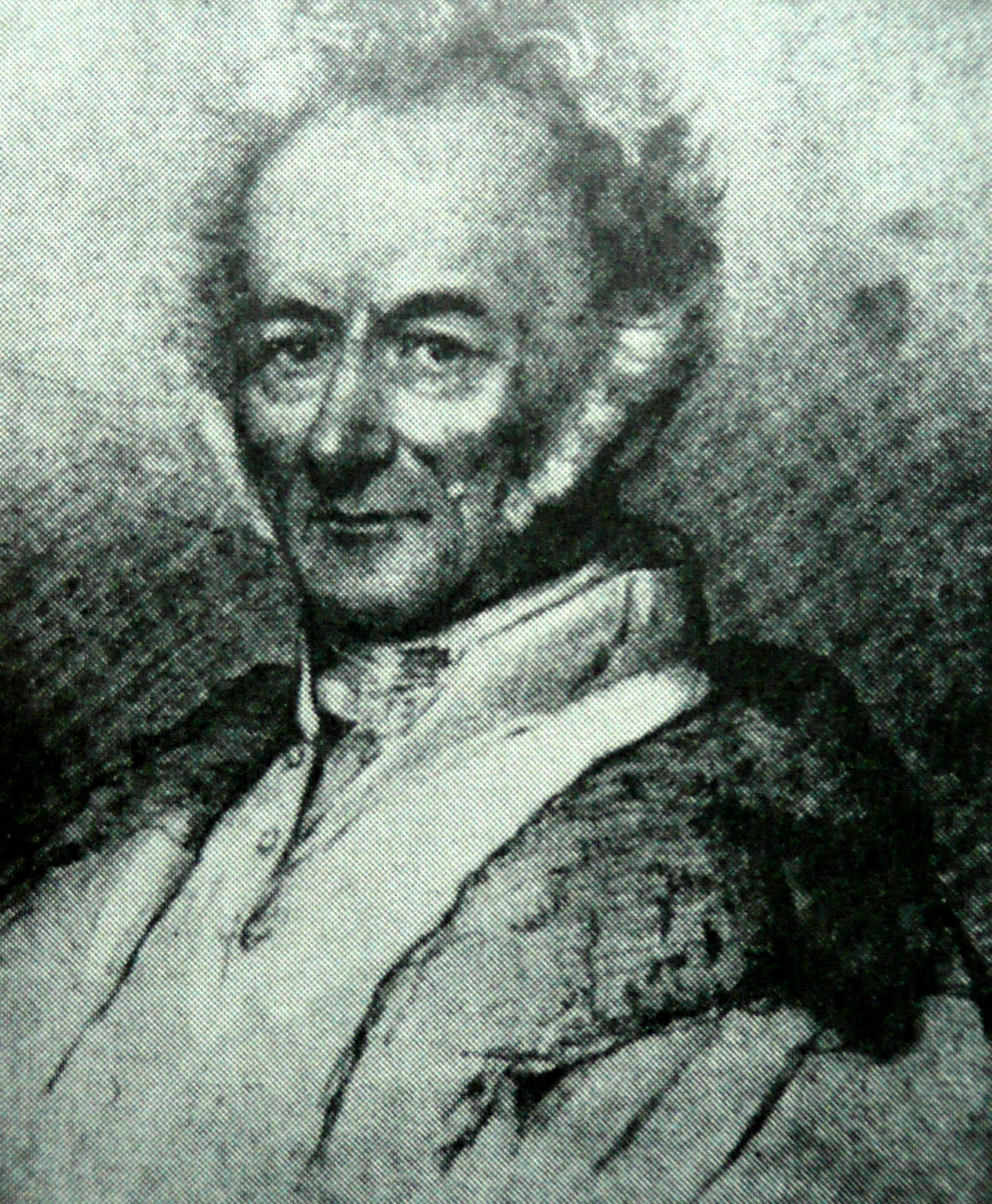
Namensgeber für den Brendelit: Christian Friedrich Brendel

Während der Untersuchung von Sekundärmineralen im Lagerstättenbezirk von Schneeberg in Sachsen wurde im Gebiet der ehemaligen Grube Güldener Falk ein Mineral gefunden, welches aufgrund seiner Erscheinungsform ursprünglich für Atelestit gehalten wurde. Bei detaillierten röntgendiffraktometrischen und mikrochemischen Untersuchungen stellte sich diese Phase dann aber als neues, chemisch mit dem ebenfalls in Schneeberg vorkommenden Paulkellerit verwandtes Mineral heraus. Das Mineral wurde 1997 unter der Nummer 97-001 von der International Mineralogical Association (IMA) anerkannt und 1989 von einem Team deutsch-österreichischer Wissenschaftler um Werner Krause sowie Heinz-Jürgen Bernhardt von der Ruhr-Universität Bochum, Catherine McCammon aus dem Bayerischen Geoinstitut und Herta Effenberger von der Universität Wien als Brendelit erstbeschrieben.
Brendelit wurde nach Christian Friedrich Brendel (1776–1861) benannt, der seit 1817 „Maschinendirektor“ und damit der oberste Maschinenbeamte im sächsischen Erzbergbau war und Sitz und Stimme in allen sächsischen Bergämtern, ab 1846 auch als Bergrat im Oberbergamt, besaß. Brendels Arbeit führte zu einem immensen Fortschritt im sächsischen Bergbau. Er konstruierte und baute vier Wassersäulenmaschinen, führte die Dampfmaschine in den Freiberger Bergbau ein und projektierte das damals größte sächsische Hüttengebläse für die Antonshütte, das als Schwarzenberggebläse museal in Freiberg erhalten geblieben ist. Auf diese Weise wurde Brendel zu einem der berühmtesten Bürger seiner Heimatstadt Schneeberg-Neustädtel.
Das Typmaterial für Brendelit (Holotyp) stammt vom Schneeberger Sammler Fritz Schlegel und wird in der Sammlung des Museums für Mineralogie und Geologie Dresden im Museumsverbund Senckenberg Naturhistorische Sammlungen Dresden unter der Katalog-Nr. Min 17919 Sa (MMG Dresden) aufbewahrt.

## Klassifikation
In der veralteten 8. Auflage der Mineralsystematik nach Strunz war der Brendelit noch nicht aufgeführt.
In der zuletzt 2018 überarbeiteten Lapis-Systematik nach Stefan Weiß, die formal auf der alten Systematik von Karl Hugo Strunz in der 8. Auflage basiert, erhielt das Mineral die System- und Mineralnummer VII/B.37-005. Dies entspricht der Klasse der „Phosphate, Arsenate und Vanadate“ und dort der Abteilung „Wasserfreie Phosphate, mit fremden Anionen F,Cl,O,OH“, wo Brendelit zusammen mit Cobaltneustädtelit, Medenbachit, Neustädtelit und Paulkellerit eine unbenannte Gruppe mit der Systemnummer VII/B.37 bildet.
Die von der International Mineralogical Association (IMA) zuletzt 2009 aktualisierte 9. Auflage der Strunz’schen Mineralsystematik ordnet den Brendelit in die Klasse der „Phosphate, Arsenate und Vanadate“ und dort in die Abteilung „Phosphate usw. mit zusätzlichen Anionen; ohne H2O“ ein. Hier ist das Mineral in der Unterabteilung „Mit mittelgroßen und großen Kationen; (OH usw.) : RO4 = 4 : 1“ zu finden, wo es als einziges Mitglied eine unbenannte Gruppe mit der Systemnummer 8.BM.15 bildet.
In der vorwiegend im englischen Sprachraum gebräuchlichen Systematik der Minerale nach Dana hat Brendelit die System- und Mineralnummer 41.03.08.02. Das entspricht der Klasse der „Phosphate, Arsenate und Vanadate“ und dort der Abteilung „Wasserfreie Phosphate etc., mit Hydroxyl oder Halogen“. Hier findet er sich innerhalb der Unterabteilung „Wasserfreie Phosphate etc., mit Hydroxyl oder Halogen mit (AB)3(XO4)Zq“ in einer unbenannten Gruppe mit der Systemnummer 41.03.08, in der auch Paulkellerit eingeordnet ist.

## Chemismus
Brendelit hat (auf Basis von 7 Sauerstoffatomen pro Formel) die gemessene Zusammensetzung
(Bi1,27Pb0,74)Σ=2,01(Fe3+0,74Fe2+0,27)Σ=1,01[O2,00(OH)1,00)]Σ=3,00·[(PO4)0,95(AsO4)0,02(VO4)0,02]Σ≈0,99, was zu (Bi,Pb)2Fe3+,2+O2(OH)(PO4) idealisiert wurde und Gehalte von 56,54 % Bi2O3, 18,05 % PbO, 5,81 % FeO, 6,46 % Fe2O3, 10,91 % P2O5, 0,19 % As2O5, 0,59 % V2O5 und 1,46 % H2O erfordert.
Da die Atome von Bismut und Blei auf nur einer kristallographischen Position sitzen, handelt es sich beim Brendelit um ein bismutreiches Glied einer Mischkristallreihe zwischen einem noch hypothetischen Bismut-Endglied und einem ebenfalls noch hypothetischen Blei-Endglied. Die Bi:Pb-Verhältnisse des Brendelits schwanken zwischen 1,23:0,77 und 1,59:0,41.
Die allgemeine Formel für den Brendelit birgt Unsicherheiten, da die Mischkristallbildung mit den beiden heterovalenten Ionen Bi3+ und Pb2+ einen Mechanismus zum Ladungsausgleich erfordert, der experimentell noch nicht ermittelt werden konnte. Unterschiedliche Bi:Pb-Verhältnisse können entweder durch Variationen im Fe3+:Fe2+-Verhältnis oder aber durch Variation im O:OH-Verhältnis ausbalanciert werden. Strukturuntersuchungen indizieren, dass höchstens eine Wasserstoffbrückenbindung pro Formeleinheit möglich ist, was zur allgemeinen Formel (Bi2−xPbx)Σ=2(Fe3+0,78Fe2+0,22)Σ=1O2,78−x(OH)0,22+x(PO4) mit 0 < x < 0,78 und den beiden Grenzzusammensetzungen (Bi1,22Pb0,78)(Fe3+0,78Fe2+0,22)O2(OH)(PO4) sowie Bi2,00(Fe3+0,78Fe2+0,22)O2,78(OH)0,22(PO4) für x = 0,78 bzw. x = 0 führt.
Chemisch mit Brendelit verwandt sind Paulkellerit, Bi2Fe3+O2(OH)2(PO4), und Zaïrit, Bi(Fe3+,Al)3(OH)6(PO4). Brendelit, Paulkellerit und Zaïrit sind die bis heute einzigen Bi-Fe-Phosphat-Minerale geblieben.

## Kristallstruktur
Brendelit kristallisiert im monoklinen Kristallsystem in der Raumgruppe C2/m (Raumgruppen-Nr. 12) mit den Gitterparametern a = 12,278 Å; b = 3,815 Å; c = 6,899 Å und β = 111,14° sowie zwei Formeleinheiten pro Elementarzelle.
Anhand von Einkristall-Röntgendaten sind Strukturuntersuchung durchgeführt worden, wobei eine gemittelte Struktur erhalten wurde, die eine Lagefehlordnung der Phosphatgruppe und der Hydroxygruppe zeigt. Durch Verdopplung des Zellparameters b kann ein geordnetes Strukturmodell abgeleitet werden.
Die Kristallstruktur des Brendelits besteht aus FeO6-Oktaedern; PO4-Tetraedern; Fe2(Oo)4(Oh)2(PO4)2-Ketten parallel [010], die durch Eckenverknüpfung der o. g. Polyeder gebildet werden (erster Typ von Ketten); Wasserstoffbrückenbindungen sowie kantenverknüpften (Bi,Pb)[1+4]O5-Polyedern, die (Bi,Pb)2(Oo)2(Op)2-Ketten parallel [010] gebildet werden (zweiter Typ von Ketten). Die Ketten des ersten Typs entsprechen den in einer Vielzahl von Phosphaten, Arsenaten und Sulfaten beobachteten M[6]T[4]Φn-Ketten.
Die FeO6-Oktaeder und PO4-Tetraeder sind über Ecken zu Fe2(Oo)4(Oh)2(PO4)-Ketten parallel [010] verknüpft und werden durch Wasserstoffbrückenbindungen in (100) verbunden. Kantenverknüpfte (Bi,Pb)[l+4]O5-Polyeder bilden (Bi,Pb)2(Oo)2(Op)2-Ketten parallel zu [010]. Die Ketten des ersten und zweiten Typs besitzen gemeinsame Kanten und Ecken.
Die Atome von Bismut und Blei sitzen auf nur einer kristallographischen Position, besitzen eine sehr kurze Bindung zu einem Oo-Atom und sind von zwei weiteren Oo-Atomen und zwei Op-Atomen umgeben, was eine [1+4]-Koordination indiziert. Die (Bi,Pb)[1+4]O5-Polyeder teilen sich zwei Oo-Oo-sowie Oo-Op-Kanten und bilden (Bi,Pb)2(Oo)2(Op)2-Ketten in [010].
Brendelit ist strukturell mit Namibit verwandt, ist aber, da er nicht mit der gleichen Struktur kristallisiert, nicht isotyp bzw. isostrukturell zu Namibit.

## Eigenschaften

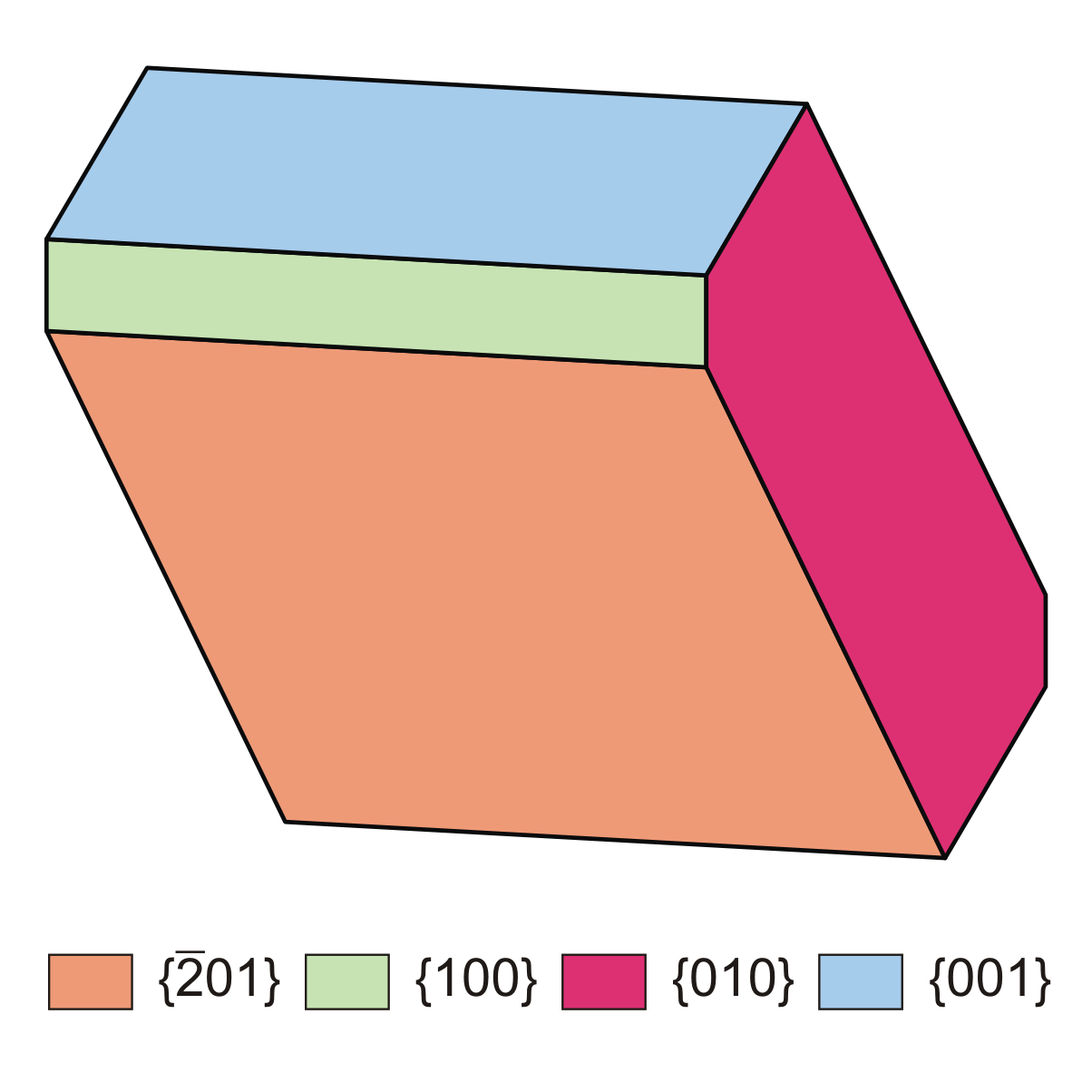
Tracht und Habitus eines Brendelit-Kristalls

### Morphologie
Brendelit bildet immer aufgewachsene, idiomorphe, bis zu 0,3 mm große Kristalle, die zu maximal 3 mm großen Aggregaten zusammentreten. Die Kristalle sind dicktafelig nach dem Pinakoid {201} bis blockig entwickelt und zeigen ferner die Flächen der Pinakoide {001}, {010} und {100}, wie es auch die nebenstehende Kristallzeichnung illustriert. Gelegentlich finden sich bis 3 mm große, halbkugelige Aggregate mit radialer Struktur.

### Physikalische und chemische Eigenschaften
Die Farbe des Brendelits ist in Abhängigkeit von der Größe seiner Kristalle dunkelbraun bis schwarz oder braungelb, die Strichfarbe des Minerals ist dagegen immer hellbraun. Die Oberflächen der durchscheinenden bis opaken Kristalle weisen einen starken glas- oder sogar diamantartigen Glanz auf, was mit der relativ hohen Doppelbrechung des Minerals übereinstimmt. Im Dünnschliff zeigt das Mineral unter dem Mikroskop dunkelbraune Farbtöne und einen starken Pleochroismus von X = hellbraun bis braun nach Y = Z = dunkelbraun bis opak.
An den Kristallen des Brendelits wurde keine Spaltbarkeit festgestellt. Angaben zum Bruch und zur Tenazität fehlen. Brendelit weist eine Vickershärte von VHN15 = 300±30 kg/mm2 auf, was einer Mohshärte von 4,5 entspricht. Damit gehört Brendelit zu den mittelharten Mineralen, die sich wie die Referenzminerale Fluorit und Apatit mehr oder weniger leicht mit einem Taschenmesser ritzen lassen. Die berechnete Dichte für das Mineral beträgt 6,83 g/cm³.
In warmer verdünnter Salzsäure löst sich Brendelit vollständig und ohne Sprudeln auf.

## Bildung und Fundorte
Brendelit entsteht als sekundäre Bildung im Umfeld der Mineralisation der sogenannten Fünf-Elemente-Formation BiCoNiAgU. Bismut, Blei und Eisen stammen dabei aus der Zersetzung ehemaliger Erzminerale. Typischerweise sitzt das Mineral auf dünnen Krusten aus winzigen Eulytin-Kristallen. Weitere Begleitminerale sind Bismutit und Bismutoferrit sowie gediegen Bismut und Quarz.
Als sehr seltene Mineralbildung konnte Brendelit bisher (Stand 2016) nur von seiner Typlokalität und einem weiteren Fundpunkt beschrieben werden. Als Typlokalität gilt die Grube „Güldener Falk“ bei Schneeberg am Rande des Schneeberg-Neustädteler Kobaltfeldes, Erzgebirgskreis, westliches Erzgebirge, Sachsen, Deutschland. Der Schneeberger Chronik zufolge ist diese Grube erstmals im Jahre 1515 erwähnt worden. Die zugehörige Fläche inklusive der Halden sind jahrhundertelang landwirtschaftlich genutzt worden, so dass heute keine zum Güldenen Falk gehörenden Bergbauzeugen oder Ruinen erhalten geblieben sind.
Der zweite Fundort liegt ebenfalls im sächsischen Erzgebirge. Hierbei handelt es sich um den „Schaarschacht“ bei Johanngeorgenstadt im gleichnamigen Bergbaurevier. Winzige, prismatische Kristalle von braungelber Farbe sitzen dabei auf samtartigem Goethit.

## Verwendung
Stufen mit Brendelit-Kristallen stellen aufgrund von deren Seltenheit nur für Sammler begehrte Bildungen dar.